# Korvettenleutnant

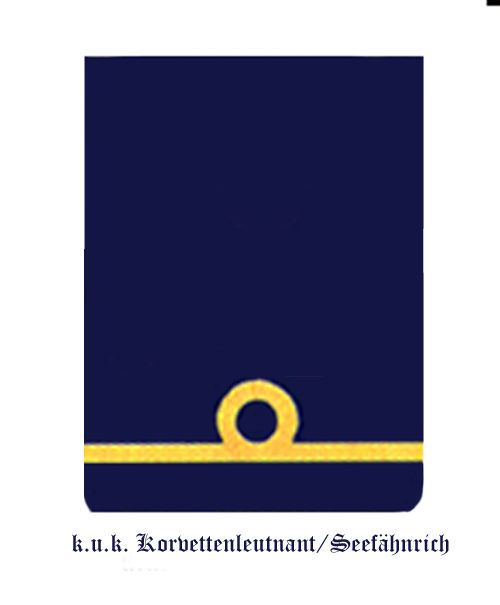
Rangabzeichen k.u.k. Korvettenleutnant/Seefähnrich

Korvettenleutnant war ein Offiziersrang der k.u.k. Kriegsmarine und entsprach dem Leutnant bei den Landstreitkräften. Sein Äquivalent in der deutschen Kaiserlichen Marine war der Leutnant zur See. Der 1916 eingeführte Rang Korvettenleutnant wurde nur an Reserveoffiziere verliehen. Voraussetzung für die Beförderung in diesen Rang war eine ununterbrochene Dienstzeit von 12 Monaten in der Marine. Es wurden vorrangig Offiziere der Handelsmarine, die ihren Kriegsdienst im Ersten Weltkrieg in der k.u.k.Marine leisteten, zu Korvettenleutnanten befördert.
Der niedrigste Offiziersdienstgrad für Berufsoffiziere war der Fregattenleutnant, (äquivalent zum Oberleutnant zur See in der Kaiserlichen Marine). Die Rangbezeichnung wurde und wird in Nachfolgestaaten Österreich-Ungarns teilweise weiterverwendet, so z. B. in den Marinen Jugoslawiens und Kroatiens.
Der Titel erklärt sich aus der bis weit ins 19. Jahrhundert üblichen Einteilung der Kriegsschiffe in Größenklassen, angefangen von der kleinsten, der Korvette, über die Fregatte bis zum Linienschiff. In der österreichischen Kriegsmarine führte das zu dementsprechend gebildeten Titulaturen: Korvettenkapitän (Äquivalent zum Major, Titel identisch mit dem der deutschen Marine(n)), Fregattenkapitän (Oberstleutnant, Titel identisch mit dem der deutschen Marine(n)), und dem Linienschiffskapitän (Äquivalent zum Oberst, in den deutschen Marinen: Kapitän zur See).
In systematischer Entsprechung wurde in Österreich-Ungarn auch die Rangfolge der Marine-Subalternoffiziere wie folgt tituliert: Korvettenleutnant (als Äquivalent zum Leutnant zur See), Fregattenleutnant (entspricht dem Oberleutnant zur See) und Linienschiffsleutnant (entspricht dem deutschen Kapitänleutnant). Auch diese Rangfolge hat sich in der kroatischen Marine erhalten.